# Heure en Australie
|  | Standard                  | Heure d'été               | Zone    | Etat(s)            |
|  | ------------------------- | ------------------------- | ------- | ------------------ |
|  | UTC+08:00 (toute l'année) | UTC+08:00 (toute l'année) | Western | WA                 |
|  | UTC+09:30 (toute l'année) | UTC+09:30 (toute l'année) | Central | NT                 |
|  | UTC+09:30                 | UTC+10:30                 | Central | SA                 |
|  | UTC+10:00 (toute l'année) | UTC+10:00 (toute l'année) | Eastern | QLD                |
|  | UTC+10:00                 | UTC+11:00                 | Eastern | NSW, TAS, VIC, ACT |

L'heure en Australie est basée sur trois fuseaux horaires principaux : l'heure normale d'Australie occidentale (Australian Western Standard Time ; AWST : UTC+08:00), l'heure normale d'Australie centrale (Australian Central Standard Time ; ACST : UTC+09:30) et l'heure normale d'Australie orientale (Australian Eastern Standard Time ; AEST : UTC+10:00).
L'heure est définie par les gouvernements des différents États australiens et certains observent l'heure d'été.
Les territoires extérieurs de l'Australie continentale observent d'autres fuseaux horaires.